# 圖蓋省
圖蓋省是西非國家畿內亞的33個省之一，位於該國北部，由拉貝大區負責管轄，首府設於圖蓋，北臨馬里，東接丁吉拉伊省，南毗馬木省，西鄰達拉巴省和庫比亞省，面積6,400平方公里，人口約132,000。